# 昔兀儿海迷失
昔兀儿海迷失（Suurgatmish，？—1384年），帖木尔帝国的傀儡可汗，答失蛮察的儿子。帖木尔建立了帖木尔帝国后，并没有自称在可汗，而是自称苏丹，国都在撒马尔罕。在名义上维持西察合台汗国黄金家族系统可汗的地位，以得到河中的突厥贵族们真正的服从，昔兀儿海迷失连傀儡都不如，只是一个橡皮图章，几乎被人遗忘。忽辛也曾拥立他。
| 前任： 合不勒沙 | 西察合台汗国君主 1370年—1384年 | 繼任： 麻哈没的算端 |